# Viera Ellong
Viera Doualla Ellong (ur. 14 czerwca 1987 w Duali) – gwinejski piłkarz grający na pozycji pomocnika. Od 2023 roku jest zawodnikiem klubu CD Unidad Malabo.

## Kariera klubowa
Ellong jest wychowankiem klubu Akonangui FC. W 2006 roku zadebiutował w nim w pierwszej lidze Gwinei Równikowej. W 2007 roku zdobył z nim Puchar Gwinei Równikowej, a w 2008 roku wywalczył mistrzostwo kraju.
W 2010 roku Ellong został zawodnikiem CD Elá Nguema. W 2011 roku został z nim mistrzem Gwinei Równikowej. Następnie grał w takich klubach jak: gaboński Cercle Mbéri Sportif (2012-2013), rodzimy The Panthers (2013-2015), greckie AO Kerkira (2015-2017), FC Platanias (2018), GS Diagoras Rodos (2018-2019) i AO Porou (2019-2020) oraz rodzime Leones Vegetarianos FC (2020) i Futuro Kings FC (2020-2022). W 2023 przeszedł do CD Unidad Malabo.

## Kariera reprezentacyjna
W reprezentacji Gwinei Równikowej Ellong zadebiutował w 2007 roku. W 2012 roku został powołany do kadry na Puchar Narodów Afryki 2012.